# Episodi di La fattoria dei giorni felici (quarta stagione)
La quarta stagione della serie televisiva La fattoria dei giorni felici è stata trasmessa in anteprima negli Stati Uniti d'America dalla CBS tra il 25 settembre 1968 e il 2 aprile 1969.
| nº | Titolo originale                                     | Titolo italiano | Prima TV USA      | Prima TV Italia |
| -- | ---------------------------------------------------- | --------------- | ----------------- | --------------- |
| 1  | Guess Who's Not Going to the Luau?                   |                 | 25 settembre 1968 |                 |
| 2  | The Rummage Sale                                     |                 | 2 ottobre 1968    |                 |
| 3  | Hail to the Fire Chief                               |                 | 16 ottobre 1968   |                 |
| 4  | Eb's Romance                                         |                 | 23 ottobre 1968   |                 |
| 5  | The Candidate                                        |                 | 30 ottobre 1968   |                 |
| 6  | Handy Lessons                                        |                 | 6 novembre 1968   |                 |
| 7  | A Husband for Eleanor                                |                 | 13 novembre 1968  |                 |
| 8  | Old Mail Day                                         |                 | 20 novembre 1968  |                 |
| 9  | The Agricultural Student                             |                 | 27 novembre 1968  |                 |
| 10 | How Hooterville Was Floundered                       |                 | 11 dicembre 1968  |                 |
| 11 | The Blue Feather                                     |                 | 18 dicembre 1968  |                 |
| 12 | How to Get from Hooterville to Pixley Without Moving |                 | 25 dicembre 1968  |                 |
| 13 | The Birthday Gift                                    |                 | 1º gennaio 1969   |                 |
| 14 | Everywhere a Chick Chick                             |                 | 8 gennaio 1969    |                 |
| 15 | The Marital Vacation                                 |                 | 15 gennaio 1969   |                 |
| 16 | A Prize in Every Package                             |                 | 22 gennaio 1969   |                 |
| 17 | Law Partners                                         |                 | 29 gennaio 1969   |                 |
| 18 | A Day in the Life of Oliver Wendell Holmes           |                 | 5 febbraio 1969   |                 |
| 19 | Economy Flight to Washington                         |                 | 12 febbraio 1969  |                 |
| 20 | Retreat from Washington                              |                 | 19 febbraio 1969  |                 |
| 21 | A Hunting We Won't Go                                |                 | 26 febbraio 1969  |                 |
| 22 | Oh, Promise Me                                       |                 | 5 marzo 1969      |                 |
| 23 | Eb Uses His Ingenuity                                |                 | 12 marzo 1969     |                 |
| 24 | The Old Trunk                                        |                 | 19 marzo 1969     |                 |
| 25 | The Milk Maker                                       |                 | 26 marzo 1969     |                 |
| 26 | The Reincarnation of Eb                              |                 | 2 aprile 1969     |                 |